# Bartolomé Buigues Oller
Bartolomé Buigues Oller TC (* 7. März 1963 in Teulada, Spanien) ist ein spanischer Ordensgeistlicher und römisch-katholischer Bischof von Alajuela in Costa Rica.

## Leben

Bischofswappen von Bartolomé Buigues

Bartolomé Buigues Oller kam 1974 mit elf Jahren an das Knabenseminar seiner späteren Ordensgemeinschaft in Godella bei Valencia und verbrachte nach dem Schulabschluss eine Zeit als Anwärter und Postulant im nahe gelegenen Torrent (Valencia). 1981 trat er der Ordensgemeinschaft der Amigonianer bei und verbrachte das einjährige Noviziat in Burgos. Er legte am 25. Juni 1988 die ewige Profess in Torrent ab, wo er am 22. April 1989 auch das Sakrament der Priesterweihe empfing. Anschließend leistete er seinen Militärdienst in Morón de la Frontera in Südspanien, wo er als Militärgeistlicher eingesetzt wurde. Er arbeitete als Erzieher in verschiedenen Internaten und Erziehungsheimen seines Ordens in Spanien und wirkte als Kaplan an einer von dem Orden geführten Pfarrei in Madrid. Seit 1992 ist er in Costa Rica tätig und war zwischenzeitlich auch in Chile, Bolivien und in der Dominikanischen Republik eingesetzt, unter anderem als Novizenmeister. Er amtierte von 2010 bis 2013 als Provinzoberer seines Ordens für Mittelamerika, Mexiko und Venezuela und war zuletzt von 2016 bis zu seiner Bischofsernennung Vorsitzender der costa-ricanischen Ordensoberenkonferenz.
Am 1. März 2018 ernannte ihn Papst Franziskus zum Bischof von Alajuela. Am 26. Mai desselben Jahres, zugleich Tag der Inbesitznahme seines Bistums, spendete ihm sein Amtsvorgänger Ángel San Casimiro Fernández OAR in San José die Bischofsweihe; Mitkonsekratoren waren der Altbischof von Tilarán, Vittorino Girardi MCCJ, und der Bischof von San Isidro de El General, Gabriel Enrique Montero Umaña OFMConv. Als Wahlspruch wählte Buigues Doy mi vida por las ovejas („Ich gebe mein Leben für die Schafe“, nach Joh 10,11–15 ), das Bischofsmotto des Ordensgründers der Amigonianer, Luis Amigó OFMCap. Buigues ist nach Amigó der erste Bischof in der Geschichte seiner Ordensgemeinschaft.